# Nicolás Ibáñez
Nicolás Alejandro Ibáñez (Venado Tuerto, 23 agosto 1994) è un calciatore argentino, attaccante del Tigres UANL.

## Palmarès
- Campeones Cup: 1

Tigres UANL: 2023